# Gentry megye
Gentry megye az Amerikai Egyesült Államokban, azon belül Missouri államban található. Megyeszékhelye és legnagyobb városa Albany. Lakosainak száma 6162 fő (2020. április 1.). Gentry megye Worth, DeKalb, Harrison, Daviess, Nodaway és Andrew megyékkel határos.

## Népesség
A megye népességének változása:
| Lakosok száma | 6730 | 6822 | 6801 | 6775 | 6692 | 6162 |
|               | 2010 | 2011 | 2012 | 2013 | 2015 | 2020 |